# The System (film 1964)
The System è un film del 1964 diretto da Michael Winner e interpretato da Oliver Reed, Jane Merrow e Barbara Ferris. Julie Christie avrebbe dovuto prendere parte al film, ma dovette ritirarsi e venne sostituita da Julia Foster. Il film rese popolare la parola "grockle", traducibile in "villeggiante".